# Mistrzostwa Azji w Lekkoatletyce 2019
23. Mistrzostwa Azji w Lekkoatletyce – zawody lekkoatletyczne, które odbyły się w dniach 21-24 kwietnia 2019 w Dosze.

## Rezultaty

### Mężczyźni
| Konkurencja                   | 1. miejsce                                                                         | Wynik     | 2. miejsce                                                                 | Wynik     | 3. miejsce                                                                                 | Wynik     |
| ----------------------------- | ---------------------------------------------------------------------------------- | --------- | -------------------------------------------------------------------------- | --------- | ------------------------------------------------------------------------------------------ | --------- |
| Bieg na 100 m                 | Yoshihide Kiryū                                                                    | 10,10     | Lalu Muhammad Zohri                                                        | 10,13     | Wu Zhiqiang                                                                                | 10,18     |
| Bieg na 200 m                 | Xie Zhenye                                                                         | 20,33     | Yūki Koike                                                                 | 20,55     | Salem Eid Yaqoob                                                                           | 20,84     |
| Bieg na 400 m                 | Yousef Karam                                                                       | 44,84     | Abbas Abu Bakr                                                             | 45,14     | Michaił Litwin                                                                             | 45,25     |
| Bieg na 800 m                 | Abubaker Haydar Abdalla                                                            | 1:44,33   | Ebrahim al-Zofairi                                                         | 1:46,88   | Jamal Hairane                                                                              | 1:47,27   |
| Bieg na 1500 m                | Abraham Rotich                                                                     | 3:42,85   | Ajay Kumar Saroj                                                           | 3:43,18   | Musab Adam Ali                                                                             | 3:43,18   |
| Bieg na 5000 m                | Birhanu Balew                                                                      | 13:37,42  | Hiroki Matsueda                                                            | 13:45,44  | Hazuma Hattori                                                                             | 13:47,82  |
| Bieg na 10 000 m              | Dawit Fikadu                                                                       | 28:26,30  | Hassan Chani                                                               | 28:31,30  | Murali Kumar Gavit                                                                         | 28:38,34  |
| Bieg na 3000 m z przeszkodami | John Koech                                                                         | 8:25,87   | Avinash Sable                                                              | 8:30,19   | Kazuya Shiojiri                                                                            | 8:32,25   |
| Bieg na 110 m przez płotki    | Xie Wenjun                                                                         | 13,21     | Yaqoub Al-Youha                                                            | 13,35     | Chen Kuei-ru                                                                               | 13,39 · = |
| Bieg na 400 m przez płotki    | Abderrahaman Samba                                                                 | 47,51     | Chen Chieh                                                                 | 48,92     | M. P. Jabir                                                                                | 49,13     |
| Sztafeta 4 × 100 m            | Tajlandia Ruttanapon Sowan · Bandit Chuangchai · Jirapong Meenapra · Siripol Punpa | 38,99     | Chińskie Tajpej Wei Yi-ching · Wang Wei-hsu · Yang Chun-han · Lin Hung-min | 39,18     | Oman Mohamed al-Balushi · Barakat al-Harthi · Mohamed Obaid al-Saadi · Ammar al-Saifi      | 39,36     |
| Sztafeta 4 × 400 m            | Japonia Julian Jrummi Walsh · Kentarō Satō · Rikuya Itō · Kōta Wakabayashi         | 3:02,94   | Chiny Lu Zhiquan · Wu Lei · Yang Lei · Wu Yuang                            | 3:03,55   | Katar Ashraf Hussein Osman · Abubaker Haydar Abdalla · Bassem Hemeida · Abderrahaman Samba | 3:03,95   |
| Skok wzwyż                    | Majed El Dein Ghazal                                                               | 2,31      | Takashi Etō                                                                | 2,29      | Naoto Tobe                                                                                 | 2,26      |
| Skok o tyczce                 | Ernest John Obiena                                                                 | 5,71      | Zhang Wei                                                                  | 5,66      | Huang Bokai                                                                                | 5,66      |
| Skok w dal                    | Yūki Hashioka                                                                      | 8,22      | Zhang Yaoguang                                                             | 8,13      | Huang Changzhou                                                                            | 7,97      |
| Trójskok                      | Ruslan Kurbanov                                                                    | 16,93     | Zhu Yaming                                                                 | 16,87     | Xu Xiaolong                                                                                | 16,81     |
| Pchnięcie kulą                | Tajinderpal Singh Toor                                                             | 20,22     | Wu Jiaxing                                                                 | 20,03     | Iwan Iwanow                                                                                | 19,09     |
| Rzut dyskiem                  | Ehsan Hadadi                                                                       | 65,95     | Behnam Shiri                                                               | 60,89     | Musab Momani                                                                               | 58,27     |
| Rzut młotem                   | Dilszod Nazarow                                                                    | 76,14     | Aszraf Amdżad as-Sajfi                                                     | 73,76     | Suchrob Chodżajew                                                                          | 72,85     |
| Rzut oszczepem                | Cheng Chao-tsun                                                                    | 86,72     | Shivpal Singh                                                              | 86,23     | Ryōhei Arai                                                                                | 81,93     |
| Dziesięciobój                 | Keisuke Ushiro                                                                     | 7872 pkt. | Majed Radhi Al-Sayed                                                       | 7838 pkt. | Akihiko Nakamura                                                                           | 7837 pkt. |

### Kobiety
| Konkurencja                   | 1. miejsce                                                                       | Wynik     | 2. miejsce                                                                             | Wynik     | 3. miejsce                                                                   | Wynik     |
| ----------------------------- | -------------------------------------------------------------------------------- | --------- | -------------------------------------------------------------------------------------- | --------- | ---------------------------------------------------------------------------- | --------- |
| Bieg na 100 m                 | Olga Safronowa                                                                   | 11,17     | Liang Xiaojing                                                                         | 11,28     | Wei Yongli                                                                   | 11,37     |
| Bieg na 200 m                 | Salwa Eid Naser                                                                  | 22,74     | Olga Safronowa                                                                         | 22,87     | Dutee Chand                                                                  | 23,24     |
| Bieg na 400 m                 | Salwa Eid Naser                                                                  | 51,34     | Elina Michina                                                                          | 53,19     | M. R. Poovamma                                                               | 53,21     |
| Bieg na 800 m                 | Wang Chunyu                                                                      | 2:02,96   | Margarita Mukaszewa                                                                    | 2:03,83   | Gayanthika Abeyratne                                                         | 2:05,74   |
| Bieg na 1500 m                | P. U. Chitra                                                                     | 4:14,56   | Tigist Gashaw                                                                          | 4:14,81   | Winfred Yavi                                                                 | 4:16,18   |
| Bieg na 5000 m                | Winfred Yavi                                                                     | 15:28,87  | Bontu Rebitu                                                                           | 15:29,60  | Parul Chaudhary                                                              | 15:36,03  |
| Bieg na 10 000 m              | Shitaye Eshete                                                                   | 31:15,62  | Hitomi Niiya                                                                           | 31:22,63  | Xia Yuyu                                                                     | 33:02,31  |
| Bieg na 3000 m z przeszkodami | Winfred Yavi                                                                     | 9:46,19   | Xu Shuangshuang                                                                        | 9:51,76   | Tigist Mekonen                                                               | 9:53,96   |
| Bieg na 100 m przez płotki    | Ayako Kimura                                                                     | 13,13     | Chen Jiamin                                                                            | 13,24     | Masumi Aoki                                                                  | 13,28     |
| Bieg na 400 m przez płotki    | Quách Thị Lan                                                                    | 56,10     | Aminat Yusuf Jamal                                                                     | 56,39     | Sarita Gayakwad                                                              | 57,22     |
| Sztafeta 4 × 100 m            | Chiny Liang Xiaojing · Wei Yongli · Kong Lingwei · Ge Manqi                      | 42,87     | Kazachstan Rima Kaszafutdinowa · Elina Michina · Swietłana Goliendowa · Olga Safronowa | 43,36     | Bahrajn Ofonime Odiong · Iman Essa Jasim · Hajar al-Khaldi · Salwa Eid Naser | 43,61     |
| Sztafeta 4 × 400 m            | Bahrajn Aminat Yusuf Jamal · Iman Essa Jasim · Zainab Mohammed · Salwa Eid Naser | 3:32,10   | Indie Prachi · M. R. Poovamma · Sarita Gayakwad · V. K. Vismaya                        | 3:32,21   | Japonia Mae Hirosawa · Seika Aoyama · Konomi Takeishi · Yuna Iwata           | 3:34,88   |
| Skok wzwyż                    | Nadiya Dusanova                                                                  | 1,90      | Nadieżda Dubowicka                                                                     | 1,88      | Svetlana Radzivil                                                            | 1,88      |
| Skok o tyczce                 | Li Ling                                                                          | 4,61      | Xu Huiqin                                                                              | 4,36      | Natalie Uy                                                                   | 4,20      |
| Skok w dal                    | Lu Minjia                                                                        | 6,38      | Ayaka Kōra                                                                             | 6,16      | Yue Ya Xin                                                                   | 6,15      |
| Trójskok                      | Parinya Chuaimaroeng                                                             | 13,72     | Zeng Rui                                                                               | 13,65     | Vidusha Lakshani                                                             | 13,53     |
| Pchnięcie kulą                | Gong Lijiao                                                                      | 19,18     | Noora Salem Jasim                                                                      | 18,00     | Song Jiayuan                                                                 | 17,70     |
| Rzut dyskiem                  | Feng Bin                                                                         | 65,36     | Chen Yang                                                                              | 61,87     | Subenrat Insaeng                                                             | 58,20     |
| Rzut młotem                   | Wang Zheng                                                                       | 75,66     | Luo Na                                                                                 | 72,23     | Akane Watanabe                                                               | 63,54     |
| Rzut oszczepem                | Lü Huihui                                                                        | 65,83     | Annu Rani                                                                              | 60,22     | Natta Nachan                                                                 | 56,01     |
| Siedmiobój                    | Yekaterina Voronina                                                              | 6198 pkt. | Swapna Barman                                                                          | 5993 pkt. | Wang Qingling                                                                | 5829 pkt. |

### Zawody mieszane
| Konkurencja                 | 1. miejsce                                                                | Wynik   | 2. miejsce                                                          | Wynik   | 3. miejsce                                                              | Wynik   |
| --------------------------- | ------------------------------------------------------------------------- | ------- | ------------------------------------------------------------------- | ------- | ----------------------------------------------------------------------- | ------- |
| Sztafeta mieszana 4 × 400 m | Bahrajn Musa Isah · Aminat Yusuf Jamal · Salwa Eid Naser · Abbas Abu Bakr | 3:15,75 | Indie Muhammed Anas · M. R. Poovamma · V. K. Vismaya · Arokia Rajiv | 3:16,47 | Japonia Kōta Wakabayashi · Konomi Takeishi · Mayu Inaoka · Kentarō Satō | 3:20,29 |

## Klasyfikacja medalowa
Opracowano na podstawie materiałów źródłowych.
| Miejsce | Państwo         | Złoto | Srebro | Brąz | Razem |
| ------- | --------------- | ----- | ------ | ---- | ----- |
| 1.      | Bahrajn         | 11    | 6      | 4    | 21    |
| 2.      | Chiny           | 10    | 12     | 8    | 30    |
| 3.      | Japonia         | 5     | 5      | 9    | 19    |
| 4.      | Uzbekistan      | 3     | 0      | 2    | 5     |
| 5.      | Indie           | 2     | 7      | 6    | 15    |
| 6.      | Katar           | 2     | 1      | 3    | 6     |
| 7.      | Tajlandia       | 2     | 0      | 2    | 4     |
| 8.      | Kazachstan      | 1     | 5      | 2    | 8     |
| 9.      | Kuwejt          | 1     | 3      | 0    | 4     |
| 10.     | Chińskie Tajpej | 1     | 2      | 1    | 4     |
| 11.     | Iran            | 1     | 1      | 0    | 2     |
| 12.     | Filipiny        | 1     | 0      | 1    | 2     |
| 13.     | Syria           | 1     | 0      | 0    | 1     |
| 13.     | Tadżykistan     | 1     | 0      | 0    | 1     |
| 13.     | Wietnam         | 1     | 0      | 0    | 1     |
| 16.     | Indonezja       | 0     | 1      | 0    | 1     |
| 17.     | Sri Lanka       | 0     | 0      | 2    | 2     |
| 18.     | Hongkong        | 0     | 0      | 1    | 1     |
| 18.     | Jordania        | 0     | 0      | 1    | 1     |
| 18.     | Oman            | 0     | 0      | 1    | 1     |
| Razem   | Razem           | 43    | 43     | 43   | 129   |